# Orionarm

Schemazeichnung der Spiralarme der Milchstraße
orange: Orionarm;
rot: Sagittariusarm;
mintgrün: Perseus-Arm

Der Orionarm (auch lokaler Arm) ist ein Spiralarm der Milchstraße, der unter anderem unser Sonnensystem enthält.
Der Orionarm liegt zwischen dem großen Sagittarius-Arm und dem Perseusarm und ist vermutlich ein kleinerer Nebenarm. Er ist etwa 20.000 Lichtjahre lang, 2.000 Lichtjahre breit und etwa 26.000 Lichtjahre vom Galaktischen Zentrum entfernt. Er zeichnet sich durch eine Reihe heißer Sterne der Klassen O und B aus, die überwiegend zum Sternbild Orion gehören. Aus diesem Grund erhielt er seinen Namen, Orionarm.
Die Sonne und ihr System liegt – in Längsrichtung in etwa mittig – am inneren, zum galaktischen Zentrum hin gelegenen Rand des Orionarms.

## Objekte im Orionarm und Nachbarschaft
Ein Mausklick auf die Beschriftungen der Objekte auf den beiden folgenden Karten führen zu dem betreffenden Artikel, sofern vorhanden.

### Bis 11.000 Lichtjahre

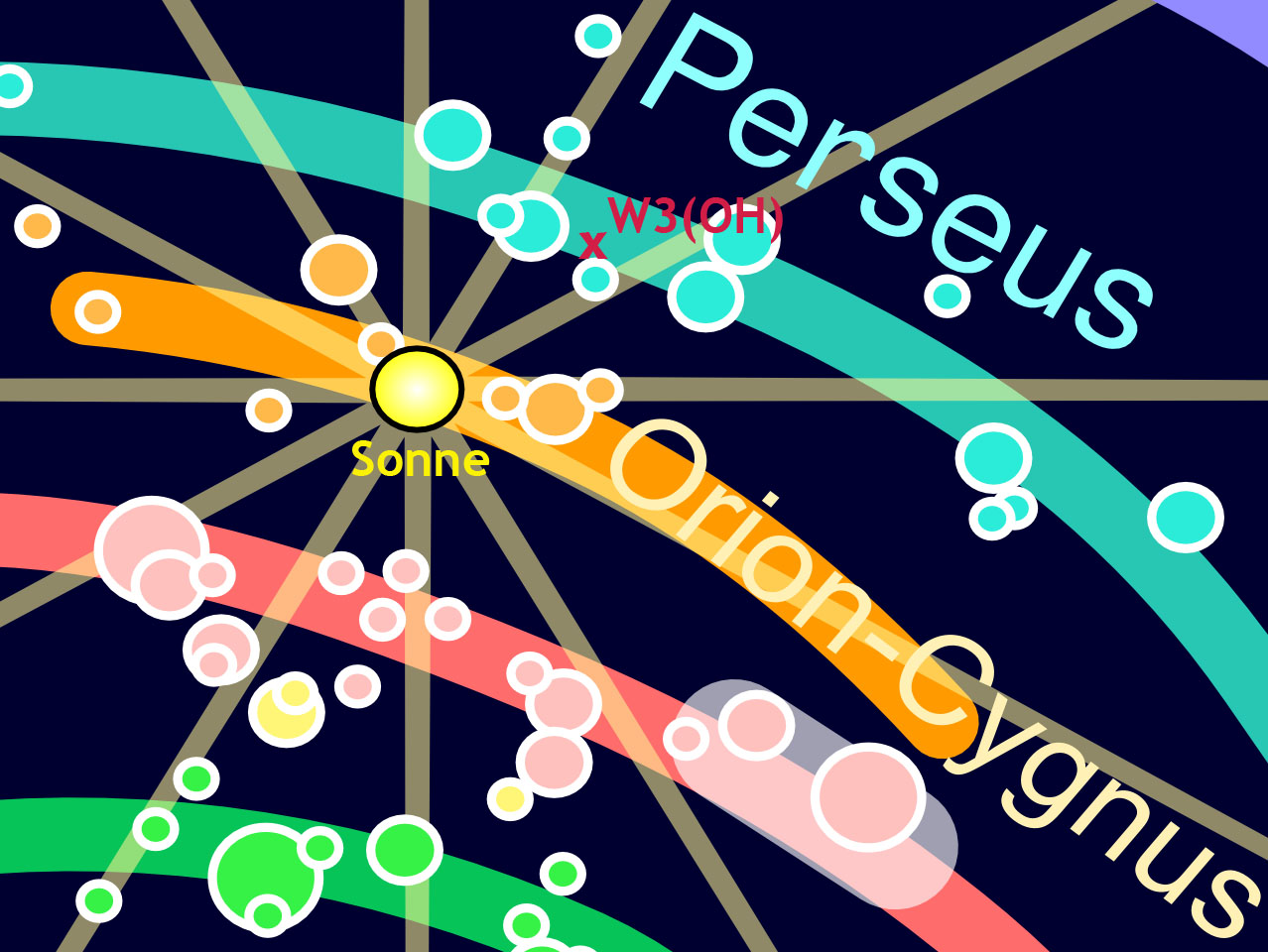
Detailansicht aus obiger Karte

## Messier-Objekte im Orionarm
Der Orionarm beheimatet folgende Messier-Objekte:
| Name                        | Typ                  | Entfernung in Lichtjahren | alternative Bezeichnung |
| --------------------------- | -------------------- | ------------------------- | ----------------------- |
| Schmetterlingshaufen (M6)   | offener Sternhaufen  | 1600                      | NGC 6405                |
| Ptolemaeus Sternhaufen (M7) | offener Sternhaufen  | 800                       | NGC 6475                |
| M23                         | offener Sternhaufen  | 2150                      | NGC 6494                |
| M25                         | offener Sternhaufen  | 4600                      | IC 4725                 |
| Hantelnebel (M27)           | planetarischer Nebel | 1360                      | NGC 6853                |
| M29                         | offener Sternhaufen  | 4000                      | NGC 6913                |
| M34                         | offener Sternhaufen  | 1400                      | NGC 1039                |
| M35                         | offener Sternhaufen  | 2800                      | NGC 2168                |
| M39                         | offener Sternhaufen  | 825                       | NGC 7092                |
| Winnecke 4 (M40)            | Doppelstern          | 560 (±230)                |                         |
| M41                         | offener Sternhaufen  | 2300                      | NGC 2287                |
| Orionnebel (M42)            | Emissionsnebel       | 1350                      | NGC 1976                |
| De Mairans Nebel (M43)      | Gasnebel             | 1300                      | NGC 1982                |
| Praesepe (M44)              | offener Sternhaufen  | 577                       | NGC 2632                |
| Plejaden (M45)              | offener Sternhaufen  | 440                       |                         |
| M46                         | offener Sternhaufen  | 5400                      | NGC 2437                |
| M47                         | offener Sternhaufen  | 1600                      | NGC 2422                |
| M48                         | offener Sternhaufen  | 1500                      | NGC 2548                |
| M50                         | offener Sternhaufen  | 3200                      | NGC 2323                |
| Ringnebel (M57)             | planetarischer Nebel | 2300                      | NGC 6720                |
| M67                         | offener Sternhaufen  | 2700                      | NGC 2682                |
| M73                         | Asterismus           | 2500                      | NGC 6994                |
| Kleiner Hantelnebel (M76)   | planetarischer Nebel | 3400                      | NGC 650                 |
| M78                         | Reflexionsnebel      | 1600                      | NGC 2068                |
| M93                         | offener Sternhaufen  | 3600                      | NGC 2447                |
| Eulennebel (M97)            | planetarischer Nebel | 2000 (±500)               | NGC 3587                |

## Galerie

Spiralarme der Milchstraße
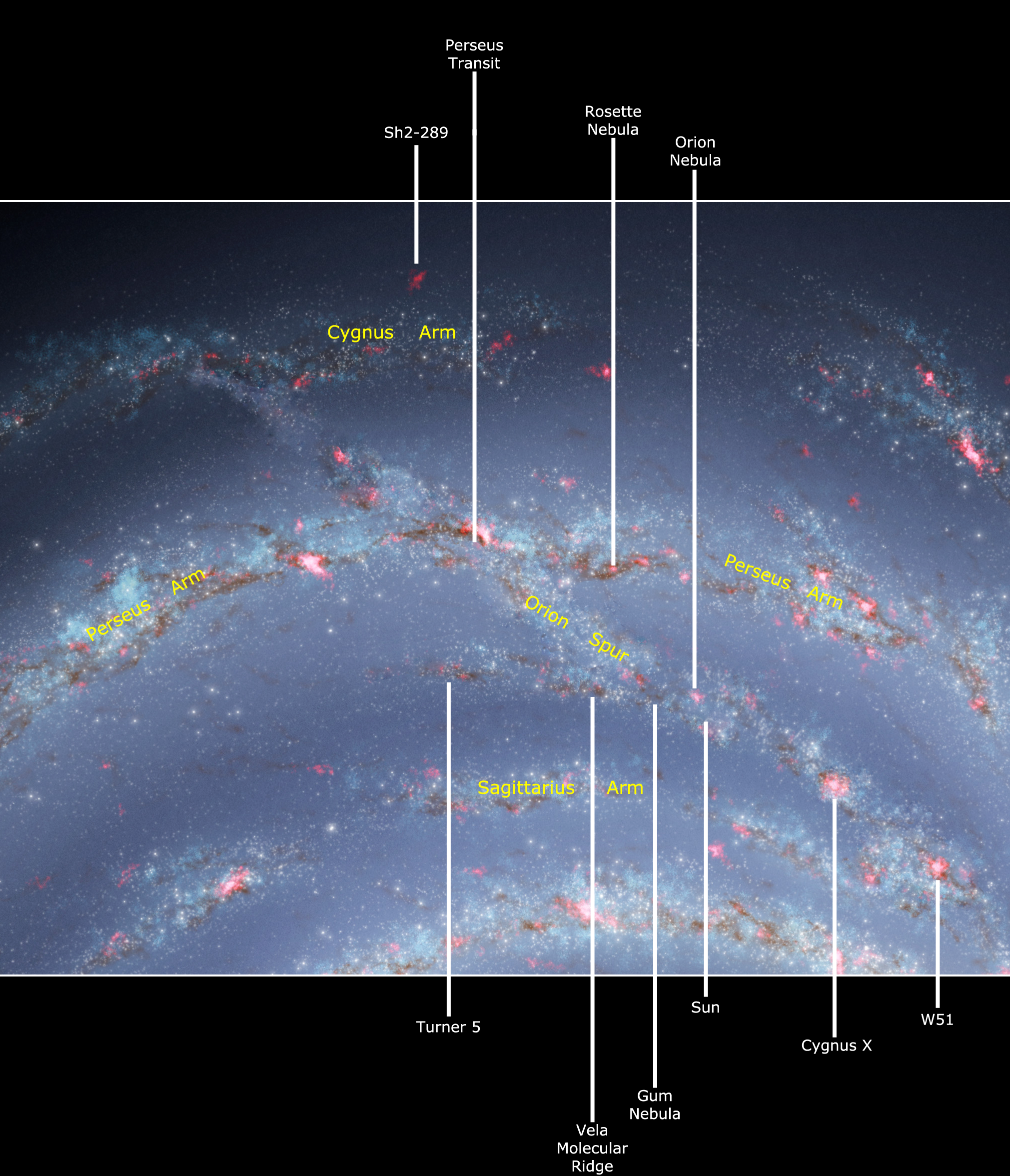
Orionspur am Nachthimmel
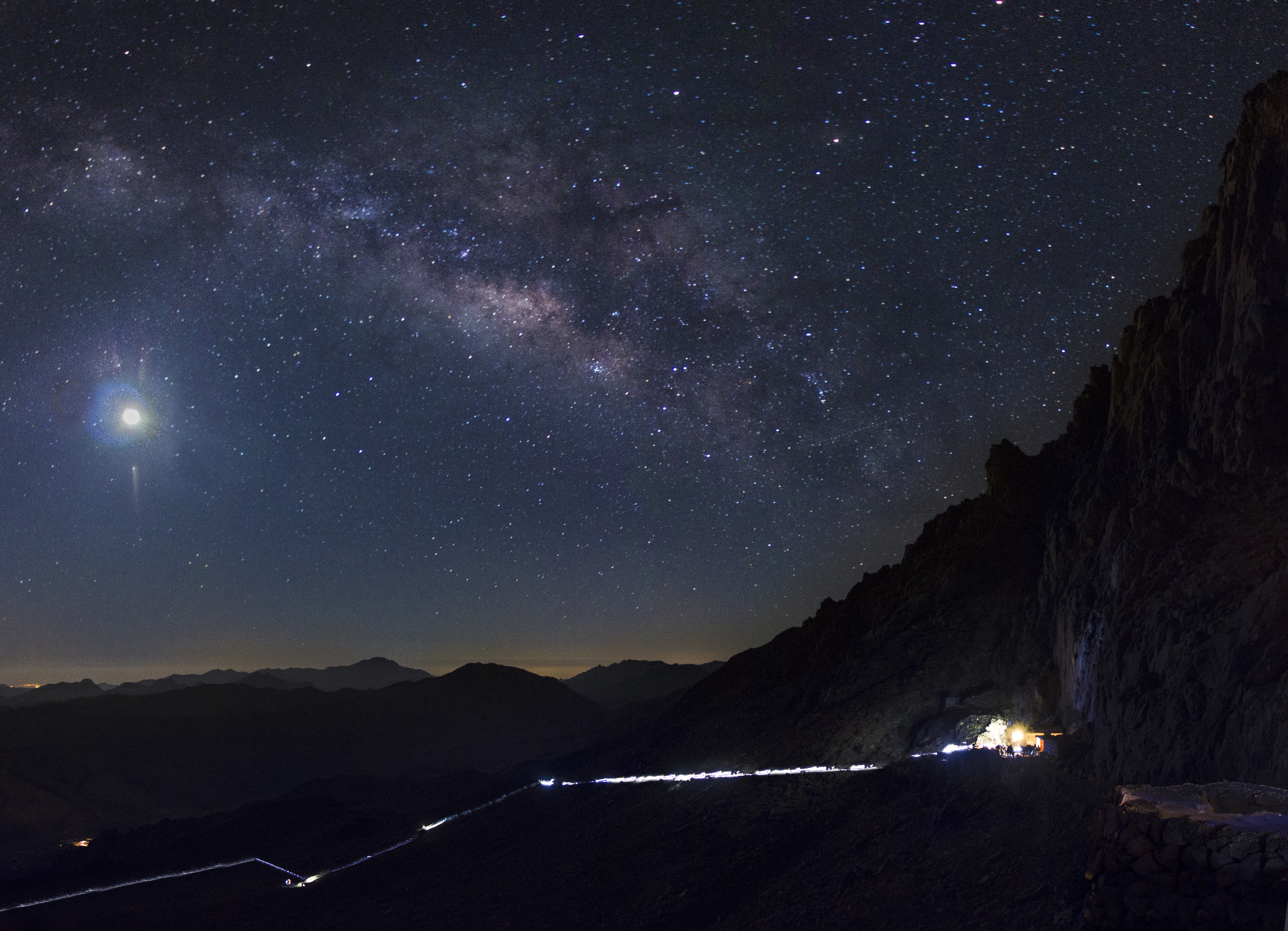
Orionarm aus Sinai, Ägypten